# کلکسیمب
کِـلکسیمَـب (انگلیسی: Keliximab) یک پادتن مونوکلونال است که برای درمان آسم مزمن به‌کار می‌رود. این دارو از طریق پروتئین CD4 به گلبول‌های سفید می‌چسبد و پاسخ ایمنی بدن را سرکوب می‌کند. این دارو، یک پادتن کایمریک از مکاک دم‌دراز و انسان است.